# Lot-et-Garonne
Lot-et-Garonne är ett franskt departement i regionen Nouvelle-Aquitaine.  Huvudort är Agen. Departementet har fått sitt namn efter floderna Lot och Garonne. I den tidigare regionindelningen som gällde fram till 2015 tillhörde Lot-et-Garonne regionen Aquitaine.